# Anton Giorgio Clerici
Anton Giorgio Clerici, IV marchese di Cavenago (Milano, 5 novembre 1715 – Milano, 11 giugno 1768), è stato un nobile, generale e mecenate italiano.

## Biografia
Anton Giorgio Clerici, (detto anche Giorgio Antonio), era figlio del marchese ereditario Carlo Giorgio e di sua moglie, la contessa Maria Archinto, figlia del conte Carlo Archinto.
Ancora giovane perdette dapprima il nonno e poi il padre in guerra, venendo accudito dal bisnonno, Giorgio II Clerici, potentissimo ed influente nobile della sua epoca che era presidente del senato di Milano. Al momento della sua nascita la sua famiglia era all'apice del suo successo sociale ed egli, alla sola età di sette anni, si ritrovò padrone di un immenso patrimonio, con una rendita annua di 400.000 lire nette.
Alla morte del marito, la madre Maria Archinto si risposò col principe Antonio Tolomeo Gallio Trivulzio, anch'egli nobile di grande fama e ricchezza in Milano, che ebbe un influsso non indifferente nella crescita di Anton Giorgio.
Intrapresa ancora giovanissimo la carriera militare, venne favorito dalla propria posizione e dai legami di nobiltà (era imparentato col famoso Feldmaresciallo dell'Impero Eugenio di Savoia attraverso sua nonna, la principessa di Masserano, Giovanna Ferrero Fieschi, nonché dalla comune discendenza dal duca Emanuele Filiberto di Savoia) e divenne ben presto colonnello proprietario di un reggimento austriaco che mantenne dal 1744 con le proprie finanze e che prese parte in quello stesso anno alla Battaglia di Madonna dell'Olmo.
Per questi suoi atti, ben presto divenne favorevole alla corte viennese ed in particolare all'Imperatrice Maria Teresa d'Austria la quale lo nominò ambasciatore imperiale al conclave che si tenne a Roma nel 1758 a seguito della morte di Benedetto XIV. Era questa l'epoca in cui l'Austria deteneva un grande influsso sulla nomina dei pontefici ed il ruolo dei suoi ambasciatori ai conclavi era appunto quello di pilotare il nome di un candidato che fosse favorevole alla casata imperiale. L'ingresso di Anton Giorgio a Roma venne costituito da un corteo favoloso e ricchissimo che comportò spese ingenti al patrimonio familiare, a partire dalla sfarzosa uniforme che indossava il marchese, coi bottoni tempestati di diamanti secondo le cronache dell'epoca.

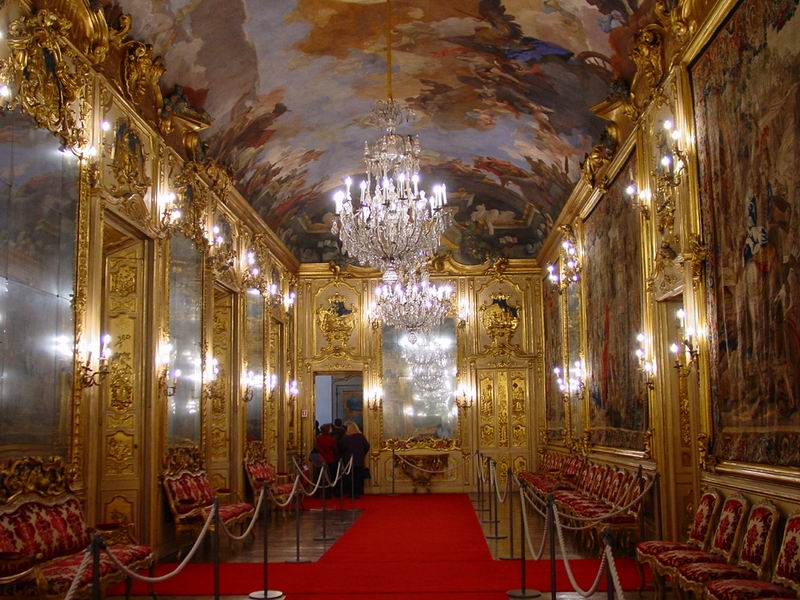
La Galleria degli Arazzi di Palazzo Clerici a Milano, fatta costruire ed affrescare dal Tiepolo per volontà di Anton Giorgio Clerici

Dopo questi fatti venne nominato Consigliere Intimo dell'Imperatore e quindi venne creato Cavaliere dell'Ordine del Toson d'Oro, la massima onorificenza del Sacro Romano Impero ed una delle più famose al mondo.
A Milano venne iscritto al patriziato della città nel 1739 e si dedicò al restauro del palazzo di famiglia nel pieno centro cittadino, arredandolo con un ricco mobilio di fattura austriaca, oltre ad opere pittori che dei più famosi maestri dell'arte come il Tintoretto, Guido Reni, Van Dyck, il Pordenone, il Veronese ed altri celebri artisti. L'opera più importante, però, la commissionò nel 1741 a Giovanni Battista Tiepolo al quale chiese di affrescare tutta la volta della galleria principale del palazzo milanese.
Le spese folli sostenute per questo palazzo, però, misero Anton Giorgio quasi sul lastrico, al punto che egli non riuscì a saldare tutti i conti e venne costretto a ricorrere al Senato di Milano perché gli concedesse lo scioglimento di alcuni fedecommessi.
Morì nel suo palazzo a Milano nel 1768 lasciando un patrimonio fortemente dilapidato al cugino Francesco Maria Clerici, appartenente ad un ramo secondario della famiglia.

## Matrimonio e figli
Nel 1733, Anton Giorgio Clerici sposò la marchesa Fulvia Visconti, figlia di Annibale Visconti (il quale era all'epoca feldmaresciallo dell'Impero e castellano del Castello Sforzesco di Milano, nonché comandante della guardia cittadina di Milano).
Da questo matrimonio ebbe due figlie:
- Claudia Caterina (27 ottobre 1736[2]-7 ottobre 1824), ultima erede del casato, sposò il 24 settembre 1752 Vitaliano Biglia, V marchese di Saronno (1731-17 dicembre 1804), dal quale non ebbe figli[3]
- Maria (morta in giovane età nel 1757)

## Ascendenza
|                                                |                                        |                                                               | Genitori                                                 |  |  | Nonni |  |  | Bisnonni                                     |  |  | Trisnonni                                       |  |
|                                                |                                        |                                                               |                                                          |  |  |       |  |  | Giorgio II Clerici, III marchese di Cavenago |  |  | Carlo Ludovico Clerici, II marchese di Cavenago |  |
|                                                |                                        |                                                               |                                                          |  |  |       |  |  | Giorgio II Clerici, III marchese di Cavenago |  |  | Carlo Ludovico Clerici, II marchese di Cavenago |  |
|                                                |                                        | Eufemia Bonetti                                               |                                                          |  |  |       |  |  | Giorgio II Clerici, III marchese di Cavenago |  |  |                                                 |  |
| Carlo Francesco Clerici                        |                                        |                                                               |                                                          |  |  |       |  |  | Giorgio II Clerici, III marchese di Cavenago |  |  |                                                 |  |
|                                                |                                        | Caterina Pallavicini Trivulzio                                | Gian Giorgio Pallavicini Trivulzio, marchese Pallavicini |  |  |       |  |  |                                              |  |  |                                                 |  |
|                                                |                                        | Caterina Pallavicini Trivulzio                                | Gian Giorgio Pallavicini Trivulzio, marchese Pallavicini |  |  |       |  |  |                                              |  |  |                                                 |  |
|                                                |                                        | Caterina Pallavicini Trivulzio                                | Maria Giovanna Cassandra Arcimboldi                      |  |  |       |  |  |                                              |  |  |                                                 |  |
| Carlo Giorgio Clerici                          |                                        | Caterina Pallavicini Trivulzio                                |                                                          |  |  |       |  |  |                                              |  |  |                                                 |  |
|                                                |                                        | Francesco Lodovico Ferrero-Fieschi, III principe di Masserano | Paolo Besso Ferrero-Fieschi, II principe di Masserano    |  |  |       |  |  |                                              |  |  |                                                 |  |
|                                                |                                        | Francesco Lodovico Ferrero-Fieschi, III principe di Masserano | Paolo Besso Ferrero-Fieschi, II principe di Masserano    |  |  |       |  |  |                                              |  |  |                                                 |  |
|                                                |                                        | Francesco Lodovico Ferrero-Fieschi, III principe di Masserano | Girolama Margherita Getulia del Carretto                 |  |  |       |  |  |                                              |  |  |                                                 |  |
| Giovanna Ferrero Fieschi                       |                                        | Francesco Lodovico Ferrero-Fieschi, III principe di Masserano |                                                          |  |  |       |  |  |                                              |  |  |                                                 |  |
|                                                |                                        | Francesca Maria Cristina di Simiana                           | Carlo Emanuele Giacinto di Simiana, marchese di Pianezza |  |  |       |  |  |                                              |  |  |                                                 |  |
|                                                |                                        | Francesca Maria Cristina di Simiana                           | Carlo Emanuele Giacinto di Simiana, marchese di Pianezza |  |  |       |  |  |                                              |  |  |                                                 |  |
|                                                |                                        | Francesca Maria Cristina di Simiana                           | Giovanna Arborio di Gattinara                            |  |  |       |  |  |                                              |  |  |                                                 |  |
| Anton Giorgio Clerici, IV marchese di Cavenago |                                        | Francesca Maria Cristina di Simiana                           |                                                          |  |  |       |  |  |                                              |  |  |                                                 |  |
|                                                | Filippo Archinto, I marchese di Parona | Carlo Archinto, I conte di Tainate                            |                                                          |  |  |       |  |  |                                              |  |  |                                                 |  |
|                                                | Filippo Archinto, I marchese di Parona | Carlo Archinto, I conte di Tainate                            |                                                          |  |  |       |  |  |                                              |  |  |                                                 |  |
|                                                | Filippo Archinto, I marchese di Parona | Caterina Arese                                                |                                                          |  |  |       |  |  |                                              |  |  |                                                 |  |
| Carlo Archinto, II marchese di Parona          | Filippo Archinto, I marchese di Parona |                                                               |                                                          |  |  |       |  |  |                                              |  |  |                                                 |  |
|                                                |                                        | Camilla Stampa                                                | Gerolamo Stampa, I marchese di Parona                    |  |  |       |  |  |                                              |  |  |                                                 |  |
|                                                |                                        | Camilla Stampa                                                | Gerolamo Stampa, I marchese di Parona                    |  |  |       |  |  |                                              |  |  |                                                 |  |
|                                                |                                        | Camilla Stampa                                                | Anna Visconti di Albizzate                               |  |  |       |  |  |                                              |  |  |                                                 |  |
| Maria Archinto                                 |                                        | Camilla Stampa                                                |                                                          |  |  |       |  |  |                                              |  |  |                                                 |  |
|                                                |                                        | Alberico Barbiano di Belgioioso, VI conte di Belgioioso       | Carlo Barbiano di Belgioioso, V conte di Belgioioso      |  |  |       |  |  |                                              |  |  |                                                 |  |
|                                                |                                        | Alberico Barbiano di Belgioioso, VI conte di Belgioioso       | Carlo Barbiano di Belgioioso, V conte di Belgioioso      |  |  |       |  |  |                                              |  |  |                                                 |  |
|                                                |                                        | Alberico Barbiano di Belgioioso, VI conte di Belgioioso       | Francesca Malombra                                       |  |  |       |  |  |                                              |  |  |                                                 |  |
| Giulia Barbiano di Belgioioso                  |                                        | Alberico Barbiano di Belgioioso, VI conte di Belgioioso       |                                                          |  |  |       |  |  |                                              |  |  |                                                 |  |
|                                                |                                        | Maria Landriani                                               | Marsilio Landriani                                       |  |  |       |  |  |                                              |  |  |                                                 |  |
|                                                |                                        | Maria Landriani                                               | Marsilio Landriani                                       |  |  |       |  |  |                                              |  |  |                                                 |  |
|                                                |                                        | Maria Landriani                                               | Antonia Taverna                                          |  |  |       |  |  |                                              |  |  |                                                 |  |
|                                                |                                        | Maria Landriani                                               |                                                          |  |  |       |  |  |                                              |  |  |                                                 |  |